# فانزكلو
فانزكلو (بالإيطالية: Vanzaghello)‏ هي كومونا تقع في إيطاليا في مقاطعة ميلانو. يقدر عدد سكانها بـ 5,199 نسمة ومساحتها 5.5 كم2 وترتفع عن سطح البحر 195 متر.

## السكان
في سنة 1861 بلغ عدد السكان 1٬341 نسمة، وتطور العدد ليصل في سنة 2011 لـ 5٬344 نسمة.
يظهر هذا المخطط البياني تطور النمو السكاني لـ فانزكلو